# Hubert Ramakers
Hubert Ramakers (Eisden, 18 januari 1937) is een voormalig Belgische onderwijzer, onderwijsinspecteur en politicus voor CVP en later voor CD&V. Van 1989 tot 1994 was hij burgemeester van de Limburgse stad Dilsen-Stokkem.

## Levensloop
Ramakers studeerde aan de normaalschool in Maasmechelen en begon zijn loopbaan als leraar aan het Heilig Hartinstituut. Later werd hij actief als onderwijsinspecteur in de provincie West-Vlaanderen en vervolgens in het kanton Maaseik.
Zijn politieke carrière begon bij de toenmalige CVP. Bij de Belgische lokale verkiezingen van 1988 werd hij met 901 voorkeurstemmen verkozen tot gemeenteraadslid in Dilsen-Stokkem. Van 1989 tot 1994 was hij burgemeester van de stad, waar hij een rooms-rode coalitie van CVP en SP leidde. In 1994 werd hij verkozen als provincieraadslid van Limburg.
Van 1995 tot 2000 was hij schepen en OCMW-voorzitter binnen diezelfde CVP-SP-coalitie. Tussen 2000 en 2005 bekleedde hij opnieuw die functies, ditmaal in een centrumrechtse coalitie tussen Vld en CD&V. Lydia Peeters (Vld/Open Vld) werd burgemeester. Als schepen werd hij opgevolgd door Nicole Coenen-Rutten. Hij realiseerde de renovatie van het kasteel Ter Motten, de verhuis van de administratie naar het koetshuis en de bouw van Woonzorgcentrum 't Kempken.
Bij de Belgische lokale verkiezingen van 2006 behaalden het kartel CD&V-N-VA alsook Open Vld elk acht zetels, maar CD&V belandde in de oppositie. Lydia Peeters bleef burgemeester in een coalitie van Open Vld en sp.a-Groen!.
In 2009 beëindigde Ramakers zijn actieve politieke loopbaan. Hij richtte in 2013 seniorenclub Orseni op, waarvan hij tot 2019 voorzitter was. In 2023 werd hem de titel van ereburgemeester toegekend.